# Fernitz
Fernitz est une ancienne commune autrichienne du district de Graz-Umgebung en Styrie. Le 1er janvier 2015 les communes de Fernitz et Mellach fusionnèrent pour former la commune de Fernitz-Mellach.